# CGA (ген)
CGA (англ. Glycoprotein hormones, alpha polypeptide) – білок, який кодується однойменним геном, розташованим у людей на короткому плечі 6-ї хромосоми. Довжина поліпептидного ланцюга білка становить 116 амінокислот, а молекулярна маса — 13 075.
| 10         |  | 20         |  | 30         |  | 40         |  | 50         |
| ---------- |  | ---------- |  | ---------- |  | ---------- |  | ---------- |
| MDYYRKYAAI |  | FLVTLSVFLH |  | VLHSAPDVQD |  | CPECTLQENP |  | FFSQPGAPIL |
| QCMGCCFSRA |  | YPTPLRSKKT |  | MLVQKNVTSE |  | STCCVAKSYN |  | RVTVMGGFKV |
| ENHTACHCST |  | CYYHKS     |  |            |  |            |  |            |

A: Аланін

C: Цистеїн

D: Аспарагінова кислота

E: Глутамінова кислота

F: Фенілаланін

G: Гліцин

H: Гістидин

I: Ізолейцин

K: Лізин

L: Лейцин

M: Метіонін

N: Аспарагін

P: Пролін

Q: Глутамін

R: Аргінін

S: Серин

T: Треонін

V: Валін

Кодований геном білок за функцією належить до гормонів. 
Секретований назовні.